# Mount Gambier (region)
Mount Gambier är en region i Australien.   Den ligger i delstaten South Australia, i den södra delen av landet, 800 km väster om huvudstaden Canberra. Antalet invånare är 26 092.
Följande samhällen finns i Mount Gambier:
- Mount Gambier